# Ubiërs

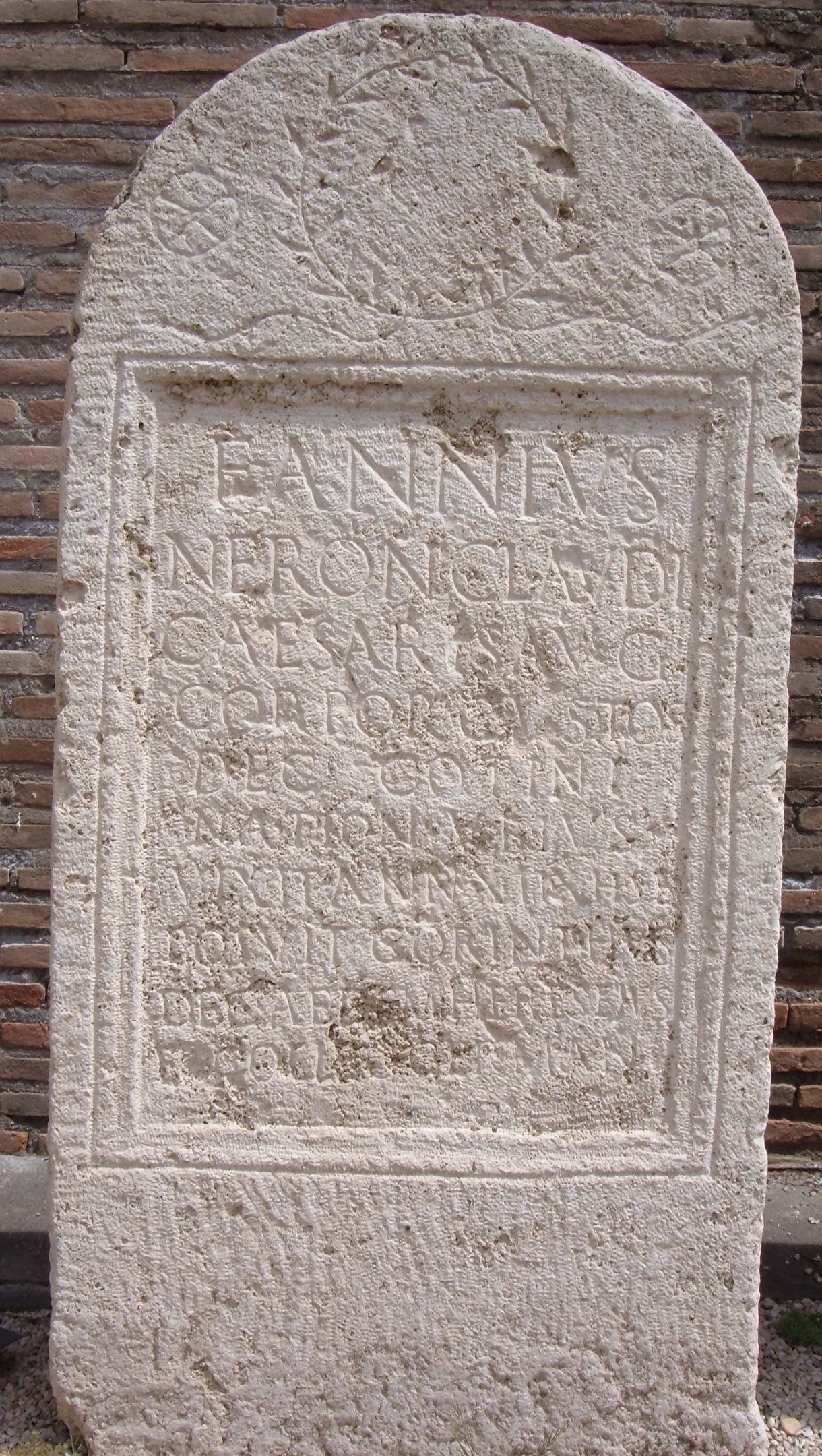
Grafsteen van Fannius, Ubiër en lijfwacht (corporis custos) van Keizer Nero

De Ubiërs (Latijn Ubii) waren een Germaanse stam die ten tijde van Caesar rechts van de Rijn woonden tussen de onderste loop van de La(u)gona (huidige Lahn) en het Taunusgebergte. Door de Suebi bedreigd, sloten zij zich bij Caesar aan. Caesar was de Rijn overgestoken en vermoedelijk vanuit het Neuwiederbekken het gebied van de Ubiërs  binnengetrokken. Omstreden is het verloop en het tijdstip van hun verhuizing naar de linkeroever door Agrippa rond de tweede helft van de eerste eeuw v.Chr. na opnieuw bedreigd geweest te zijn. Toch gaven zij het land ten oosten van de Rijn pas op toen de Romeinen de Chatti er zich lieten vestigen.
Een civitas (gemeenschap met eigen administratie) werd ingericht met als hoofdplaats de oppidum Ubiorum (het huidige Keulen). Haar gebied liep in het noorden tot aan het legerkamp van Gelduba (huidige Krefeld-Gellep), in het zuiden tot aan de Vinxtbach en in het westen ongeveer tot aan de Rura (Ruhr) en het grondgebied van de Sunici. In 50 n.Chr. werd de oppidum gepromoveerd tot Colonia Claudia Ara Agrippinensium en kwamen veterani er zich vestigen.
In 58 n.Chr. werd een groot deel van de civitas opgeschrikt door een grote brand. Opgeroepen tijdens de opstand van de Bataven dient een Ubisch contingent in het Romeins leger.
Toen stammen aan de rechteroever zich bij de opstand aansloten en de gehate civitas willen binnenvallen en plunderen, sloot het concilium Agrippinensium - dat haar macht als civitas overtrad - voor korte duur een bestand met de opstandige Julius Civilis. Na diens nederlaag bij Augusta Treverorum (het huidige Trier) liepen zij terug over naar de Romeinen. Cohorten werden voor het eerst pas teruggestuurd bij de opstanden van 69 en 70 en zijn voor twee jaren aangeduid en ingeschreven aan het Donaufront. Ubiërs worden ook ingelijfd als corporis custodes (lijfwachten) aan het keizerlijke hof te Rome. De grenzen van hun civitas vormden die van de Romeinse provincie Germania Inferior.

## Beknopte bibliografie
- H-G. Horn, Die Römer in Nordrhein-Westfalen, Stuttgart, 1987.
- R. Wiegels, art. Ubii, in NP12/1 (2002), klm. 961 - 962.

Alemannen · Ambivarieten · Ambronen · Ampsivaren · Angelen · Angrivariërs · Asdingen · Baemi · Bajuwaren · Bastarnen · Bataven · Bourgondiërs · Bructeren · Cananefaten · Chamaven · Chasuarii · Chatten · Chattuarii · Chauken · Cherusken · Cimbren · Cugerni · Dulgubnii · Fosi · Franken · Frisii · Gepiden · Goten · Harii · Helisiërs · Hermunduren · Herulen · Juten · Lakringen · Lemoviërs · Longobarden · Lugiërs · Manimiërs · Marcomannen · Marobudui · Marsi · Mattiakken · Naharvalen · Nemeten · Nerviërs · Ostrogoten · Quaden · Rugiërs · Saksen · Semnonen · Silingen · Sitones · Skiren · Sueben · Sugambren · Suiones · Tencteren · Teutonen · Toxandriërs · Triboken · Tubanten · Tudri · Tungri · Ubiërs · Usipeten · Vandalen · Vangionen · Visigoten · Volcae · Warnen
Germani cisrhenani:
Caerosi · Condrusi · Eburonen · Paemani · Segni
Stamverenigingen:
Herminones · Ingvaeones · Istvaeones